# Відкритий чемпіонат Франції з тенісу 1987
Відкритий чемпіонат Франції з тенісу 1987 — тенісний турнір, що проходив на відкритому повітрі на ґрунтових кортах Стад Ролан Гаррос у Парижі з 25 травня по 7 червня 1987 року. Це був 86-й Відкритий чемпіонат Франції, другий турнір Великого шолома в календарному році.

## Огляд подій та досягнень
Іван Лендл захистив свій титул і втретє став чемпіоном Франції. Це був його п'ятий титул Великого шолома. 
У жінок свій перший титул Великого шолома виграла Штеффі Граф. Минулорічна чемпіонка Кріс Еверт програла в півфіналі Мартіні Навратіловій.

## Результати фінальних матчів

### Дорослі
| Одиночний розряд. Чоловіки        |                               |                         |
| Іван Лендл                        | Матс Віландер                 | 7–5, 6–2, 3–6, 7–6(7-3) |
|                                   |                               |                         |
| Одиночний розряд. Жінки           |                               |                         |
| Штеффі Граф                       | Мартіна Навратілова           | 6–4, 4–6, 8–6           |
|                                   |                               |                         |
| Парний розряд. Чоловіки           |                               |                         |
| Андерс Яррід Роберт Сегусо        | Гі Форже Яннік Ноа            | 6–7, 6–7, 6–3, 6–4, 6–2 |
|                                   |                               |                         |
| Парний розряд. Жінки              |                               |                         |
| Мартіна Навратілова Пем Шрайвер   | Штеффі Граф Габріела Сабатіні | 6–2, 6–1                |
|                                   |                               |                         |
| Мікст                             |                               |                         |
| Пем Шрайвер Еміліо Санчес Вікаріо | Лорі Макнейл Шервуд Стюарт    | 6–3, 7–6(7-4)           |
|                                   |                               |                         |